# Armes
 Armes  es una población y comuna francesa, en la región de Borgoña, departamento de Nièvre, en el distrito de Clamecy y cantón de Clamecy.

## Demografía
| 315 | 307 | 325 | 293 | 244 | 279 |
| Para los censos de 1962 a 1999 la población legal corresponde a la población sin duplicidades (Fuente: INSEE [Consultar]) |     |     |     |     |     |